# João Paulo Esteves da Silva
João Paulo Esteves da Silva (* 17. Mai 1961 in Lissabon) ist ein portugiesischer Pianist und Komponist, der insbesondere an Jazzmusik Interesse hat.

## Leben
Esteves da Silva absolvierte eine klassische Klavierausbildung an der Accademia di Santa Cecilia, am Nationalkonservatorium in Lissabon und ab 1984 vier Jahre lang mit einem Stipendium der portugiesischen Regierung in Paris. 1986 und 1989 gab er Konzerte in der Carnegie Hall in New York.
In Portugal wurde er als Komponist und Arrangeur für Musiker wie Pedro Ayres Magalhães, Cristina Branco, Vitorino und Sérgio Godinho bekannt. Sein Hauptinteresse galt jedoch das Jazzmusik, und er gründete mit dem Kontrabassisten Zé Eduardo und dem Schlagzeuger José Martins ein eigenes Trio.
Er arbeitete mit Musikern wie John Stubblefield, Graham Haynes, Hamid Drake, Frank Colon, Claudio Puntin, Steffen Schorn, Michael Riessler, Jean-Luc Fillon und Peter Epstein und im Duo mit der Sängerin Paula Oliveira. 1995 erschien sein Debütalbum Serra sem fim mit der Gruppe Almas e Danças.

## Diskografie
- Almas e Danças, 1995
- Ao vivo mit Daniel Paulo, 1998
- O Exilio mit Carlos Bica und Peter Epstein, 1998
- Almas mit Carlos Bica und Peter Epstein, 1998
- Homenagem A, 1999
- Esquina mit Peter Epstein, 2001
- Roda, 2001
- As Sete Ilhas de Lisboa mit Paulo Curado, Bruno Pedroso, 2003
- Memórias de Quem, 2006
- COR (Blue Serge 027, 2010) mit Claudio Puntin, Samuel Rohrer
- So Soft Yet (Clean Feed Records, 2011) mit Dennis González
- No Project Trio – Volume II (FMR Records, 2016) mit Nelson Cascais, João Lencastre
- André Rosinha: Triskel (2022), mit Marcos Cavaleiro